# Guledgudda
Guledgudda é uma cidade no distrito de Bagalkot, no estado indiano de Karnataka.

## Demografia
Segundo o censo de 2001, Guledgudda tinha uma população de 33 991 habitantes. Os indivíduos do sexo masculino constituem 50% da população e os do sexo feminino 50%. Guledgudda tem uma taxa de literacia de 66%, superior à média nacional de 59,5%: a literacia no sexo masculino é de 76% e no sexo feminino é de 55%. Em Guledgudda, 12% da população está abaixo dos 6 anos de idade.